# 中国明朝档案总汇
中国明朝档案总汇是一本汇集了中国第一历史档案馆和辽宁省档案馆收藏的明朝档案著作，由广西师范大学出版。全书分為4编，共101册，共6000万余字，第一編為散件类，第二編為簿册類，第三編為典籍類，第四編為明朝遼東問題檔案。前三编为中国第一历史档案馆收藏的明朝档案，第四编为辽宁省档案馆收的明朝档案。

## 中国第一历史档案馆
中国第一历史档案馆收藏的明朝档案总计3000多件。這些都是明朝政府兵部、礼部、内阁等机构的原始官方文件，其中以天启、崇禎两朝的档案最多。建文、洪熙、正统、景泰、天顺、弘治时期的档案基本沒有流傳下來，宣德、成化、正德、嘉靖、隆庆时期的档案較少。中国第一历史档案馆收藏的明朝檔案最早的是洪武四年（1371年），最晚是崇祯十七年（1644年）。如果計入南明，中国第一历史档案馆還收藏有弘光时的4件档案。

### 檔案歷史
明朝洪武年間修建了大本堂、后湖黄册库，這些地方專門用於保存檔案。明朝滅亡時，不少官府档案与宫殿衡署一同毁于战火。清初，朝廷为編修《明史》，于顺治五年（1648年）九月下詔，要求各大衙門将明朝遺留下的文書送到礼部，不過明朝檔案的搜集成果並不理想。康熙四年（1665年）十一月，朝廷再度下詔要求衙門搜尋明朝檔案，並表示如果敷衍了事將收監治罪。各处的明朝檔案開始陸陸續續被上交給朝廷。不过由於文字狱的興起，朝廷又销毁了一些明朝档案。1900年，八国联军攻入北京，明清档案遭到劫掠。中華民国初年，发生了八千麻袋事件，原來清朝朝廷的内阁大库15万斤明清档案以4000元的價格被卖给纸店造纸，這批麻袋後來被罗振玉买下，但已损毁3万余斤。中國抗日战爭时期，明清档案又南运西迁，又有所損失。1949年，195箱明清档案被运往台湾。中華人民共和國成立后，故宫明清档案部、东北图书馆、北京大学、中国人民大学、中国历史博物馆等单位收藏的明清档案都移交給中国第一历史档案馆。

## 辽宁省档案馆
辽宁省档案馆收藏明朝档案共计1081卷，分为四大部分：辽东都指挥使司档案，山东等处总督备委署、山东都司等档案，兵部题稿和《明实录》稿本（洪武二十五年部分）。